# Las baladas de Beleriand
Las baladas de Beleriand es el tercer volumen de la serie de trece libros denominados La historia de la Tierra Media en los cuales se analizan manuscritos sin publicar de J. R. R. Tolkien. Fue editado por Christopher Tolkien en el año 1985, y contiene los dos poemas principales en los que su padre se ocupa de las leyendas de los Días Antiguos: La balada de los hijos de Húrin y La balada de Leithian (también llamada Liberación del cautiverio); cada una de ellos en dos versiones diferentes, así como otros tres poemas menores.

## Argumento
Este libro nos muestra los dos poemas inéditos más extensos y desarrollados de J. R. R. Tolkien, donde se da forma a dos de las leyendas principales de la mitología de la Tierra Media que pueden ser apreciadas, en prosa, en El Silmarillion. La primera de ellas es la Balada de los hijos de Húrin donde se relata la tragedia de Túrin Turambar (dos versiones) y la segunda la Balada de Leithian donde se narra la historia de Beren y Lúthien (dos versiones). Además se presentan algunas versiones inacabadas de tres poemas cortos que fueron prontamente abandonados por su padre, La huida de los Noldor de Valinor, un fragmento de una Balada de Eärendel aliterada y La balada de la caída de Gondolin. Todo esto es acompañado de notas y comentarios explicativos redactados por Christopher Tolkien y de un notable y minucioso estudio crítico de la Balada de Leithian, escrito por C. S. Lewis.

## Análisis
Si bien es cierto que las primeras versiones de estos poemas se corresponden cronológicamente con los primeros trabajos de Tolkien y son relatados en El libro de los cuentos perdidos, las versiones posteriores son contemporáneas con la escritura de El Señor de los Anillos. El primero de los poemas La balada de los hijos de Húrin está escrito en verso aliterativo y aunque está inacabado, es considerada una de las obras más sólidas escritas en esta métrica donde podemos apreciar el amor de Tolkien a las resonancias y a la riqueza fonética de la antigua métrica inglesa. Por otro lado La balada de Leithian está escrita en pareados octosilábicos y es la fuente principal del relato que se presenta en El Silmarillion.
Al estar cada fragmento de los poemas acompañados por comentarios sobre la evolución de los mismos, podemos apreciar el desarrollo no solo de los poemas sino también de la evolución de la historia de los Días Antiguos, desarrollada en gran parte durante los años que Tolkien las escribió.

## Contenido
El libro está dividido en cuatro capítulos:
1. La balada de los hijos de Húrin (dos versiones del poema),
2. Poemas pronto abandonados (tres poemas):
  1. La huida de los Noldor de Valinor,
  2. La balada de Eärendel, y
  3. La balada de la caída de Gondolin;
3. La balada de Leithian, y
4. La balada de Leithian empezada de nuevo (otra versión del poema).